# Paulius Saudargas

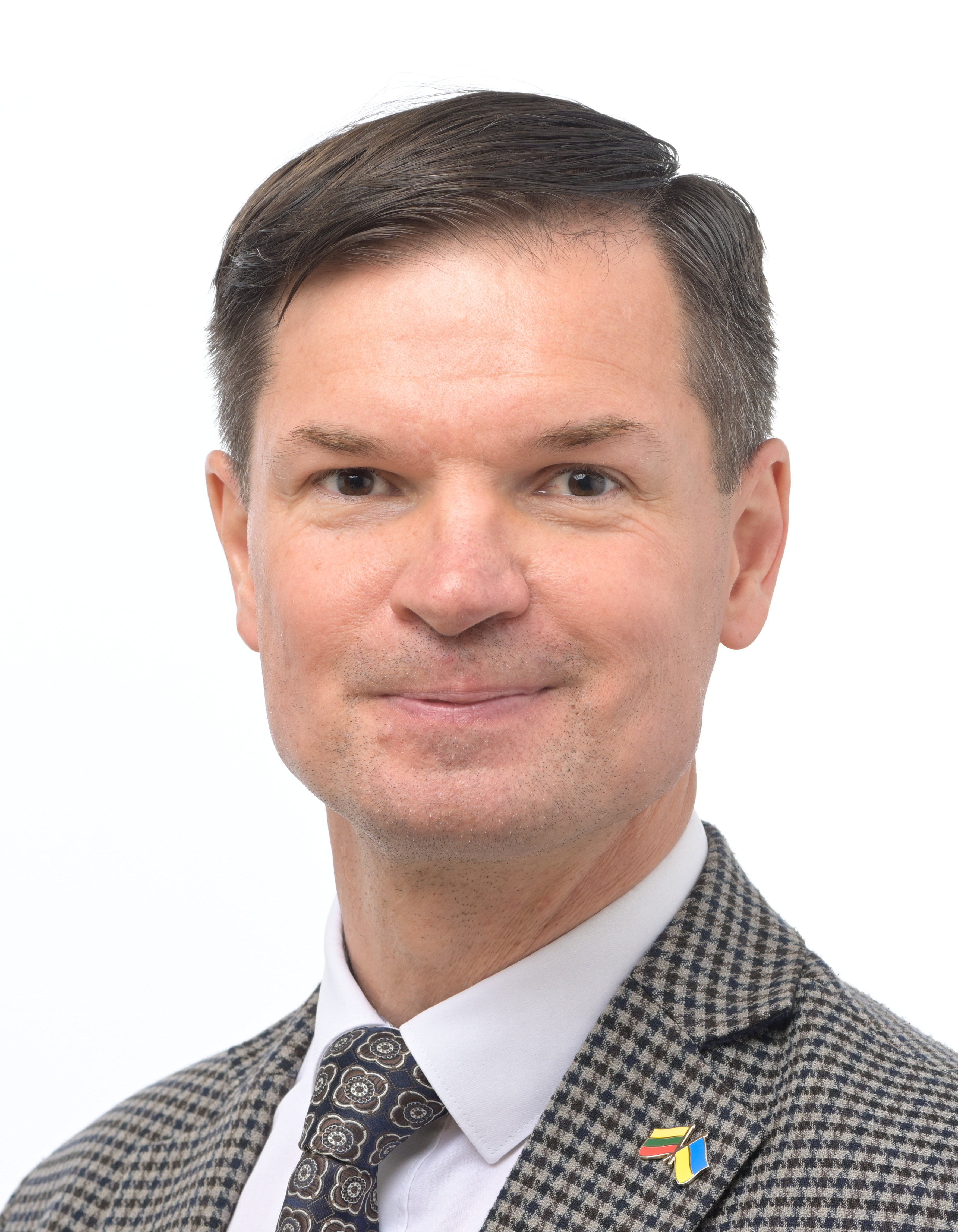
Paulius Saudargas

Paulius Saudargas (* 13. März 1979 in Kaunas) ist ein litauischer konservativer Politiker, Mitglied des Seimas, seit November 2020 Parlamentsvizepräsident im 13. Seimas.

## Leben
Von 1997 bis 2001 absolvierte Paulius Saudargas das Bachelorstudium der Physik und von 2001 bis 2004 das Masterstudium der Biophysik an der Vilniaus universitetas. 2007 promovierte er im Institut für Physik in Vilnius im Gebiet der fotoelektrischen, elektroakustischen und spektroskopischen Erforschung von Bacteriorhodopsin.
Seit 2008 vertritt Paulius Saudargas den Wahlbezirk Justiniškės im Seimas und wurde 2020 für eine vierte Legislaturperiode gewählt. Er gehört der Partei Vaterlandsbund – Christdemokraten Litauens an und ist seit 2009 im Präsidium der Partei.
Saudargas ist mit Milda Saudargė verheiratet. Sein Vater, Algirdas Saudargas ist ebenfalls Politiker.